# Loudon Love
Loudon Love, nato Loudon Love Vollbrecht (Geneva, 21 aprile 1998), è un cestista statunitense.